# Phragmatobia modesta
Phragmatobia modesta är en fjärilsart som beskrevs av J. Peter Maassen 1890. Phragmatobia modesta ingår i släktet Phragmatobia och familjen björnspinnare. Inga underarter finns listade i Catalogue of Life.